# .45 Schofield

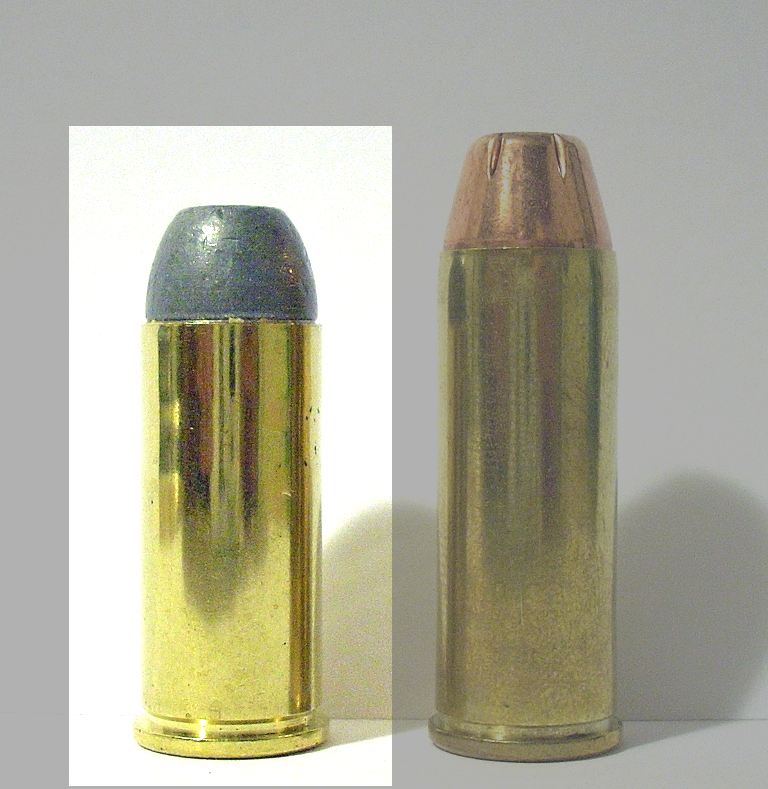
Um cartucho .45 Schofield (destacado) ao lado do familiar .45 Colt.

O .45 Schofield ou .45 Smith & Wesson é um cartucho de fogo central para revólveres desenvolvido pela Smith & Wesson para o seu revólver "Smith & Wesson Model 3 Schofield" de ação basculante. É semelhante ao cartucho .45 Colt, embora o estojo seja mais curto e com um aro mais largo, e geralmente funcionará em revólveres projetados para o .45 Colt; o inverso não é verdadeiro, justamente pelo fato do .45 Colt ser mais comprido. Os arsenais do governo dos EUA forneceram cartuchos .45 Schofield para o revólver "Schofield" da S&W e para o "Army" da Colt para simplificar sua logística.

## Sinônimos
- .45 S&W
- .45 S&W Schofield
- .45 M1877 ball revolver